# Francisco Berenguer
Francisco de Asís Berenguer Mestres (Reus, 21 de julio de 1866 - Barcelona, 8 de febrero de 1914) fue un maestro de obras español, adscrito al movimiento modernista. Amigo íntimo de Antoni Gaudí, llegó a colaborar con este en varias ocasiones. Su carencia de titulación como arquitecto hizo que sus proyectos fueran firmados por otros arquitectos, como en muchos casos hizo el propio Gaudí. Ello ha provocado dificultades a la hora de catalogar sus obras.

## Biografía

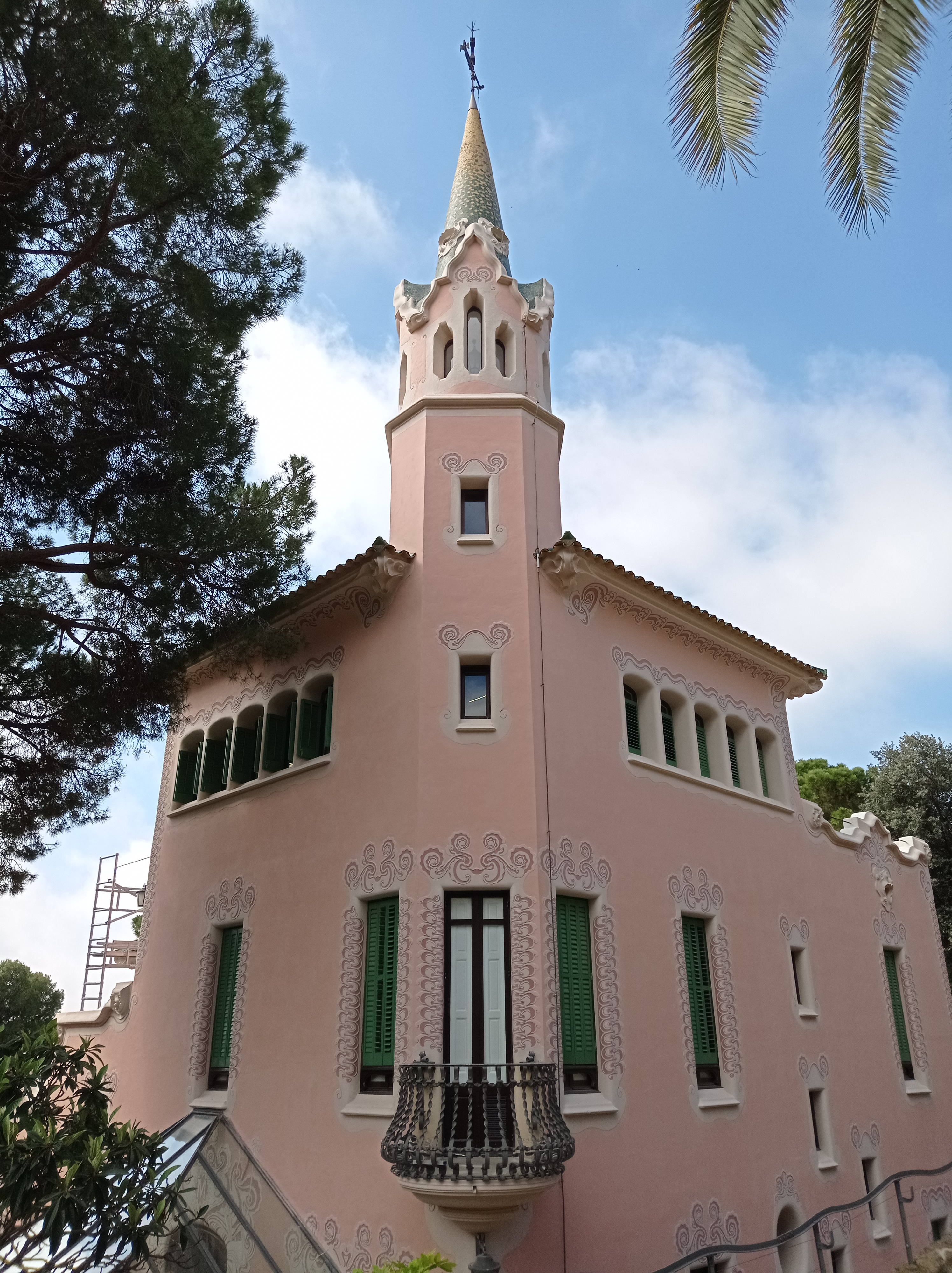
Casa-Museo Gaudí, parque Güell, Barcelona.

Nació en Reus en 1866. Era hijo de Francisco Berenguer, maestro de escuela, quien fue profesor de Antoni Gaudí en sus estudios primarios. Curiosamente, con posterioridad el hijo fue discípulo y colaborador de Gaudí. Berenguer estudió arquitectura entre 1882 y 1888, pero no terminó la carrera. Ejerció pues de arquitecto sin tener el título, ya que desde 1887 hasta su muerte trabajó casi en exclusiva para Gaudí. A causa de no ser un arquitecto con título todos sus planos fueron firmados por otros arquitectos, en muchos casos por el mismo Gaudí o, en ocasiones, Juan Rubió, Juan Bautista Feu o Miguel Pascual y Tintorer; por eso, muchas de sus atribuciones están discutidas. Trabajó para el Ayuntamiento de Gracia, en colaboración con el arquitecto municipal, Pascual y Tintorer.
Fue la mano derecha de Gaudí, para el que actuó de delineante, contable y jefe de obras, delegando en él detalles o partes de edificios o bien proyectos enteros. Colaboró con Gaudí en las Bodegas Güell, el palacio Güell, la casa Calvet, el Templo Expiatorio de la Sagrada Familia, la torre Damián Mateu en Llinás del Vallés y la Colonia Güell, donde construyó la Cooperativa (con Juan Rubió, 1900) y la Escuela (con su hijo Francisco Berenguer y Bellvehí, 1912-1917). También realizó algunos encargos para Eusebi Güell, el mecenas de Gaudí, como un refugio en La Pleta (1900) y una torre en El Poal, Castelldefels (1900).
La mayoría de sus obras se encuentran en Barcelona: entre 1888 y 1893 colaboró con Pascual y Tintorer en el mercado de la Libertad (plaza de la Libertad), de planta rectangular y tres naves, cubierto con una estructura metálica; Berenguer se encargó de la ornamentación, como los escudos de Gracia de las dos fachadas.
Con Magín Rius y Miguel Pascual y Tintorer construyó la iglesia de San Juan de Gracia (plaza de la Virreina, 1894-1911), de estilo historicista, donde se encargó del diseño de la sacristía, resuelta en ladrillo, piedra y mampostería, así como de la capilla del Santísimo.

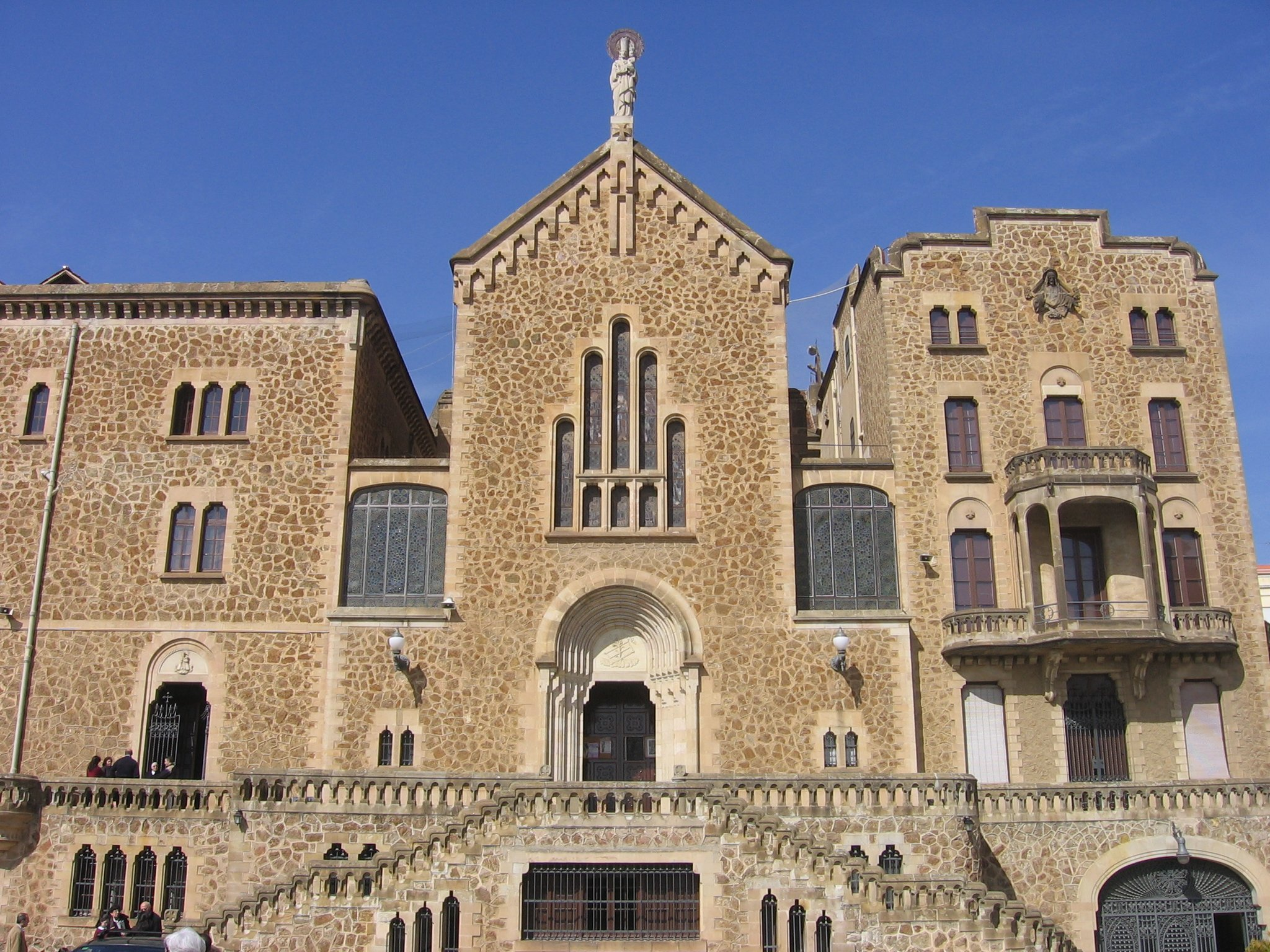
Real Santuario de San José de la Montaña (1895-1902).

A continuación proyectó el Real Santuario de San José de la Montaña (1895-1902), un edificio neorrománico con elementos modernistas, que consta de iglesia, convento y capilla adyacente. La iglesia es de una sola nave con crucero y ábside semicircular, donde se abren altos ventanales con vidrieras emplomadas y coro posterior para la comunidad. Berenguer se encargó también de la decoración interior y mobiliario litúrgico, como altares, púlpitos y confesionarios.
En Gijón diseñó en 1902 la llamada casa Berenguer —firmada por el arquitecto José Graner Prat—, en la calle de la Merced y chaflán con la plaza del Instituto. Se trata de un edificio de cuatro pisos de altura, de eminente verticalidad y rematado por pináculos, con fachadas a dos calles que destacan por su movimiento ondulante y decoración de formas orgánicas en los balcones.
En 1904 elaboró el Centro Moral de Gracia (C/ Ros de Olano 7), un conjunto de escuela, capilla, teatro y diversas salas polivalentes, con una fachada de ladrillo visto y mampostería con elementos de hierro forjado. Ese mismo año proyectó la casa de muestra del parque Güell, que sería adquirida por el propio Gaudí —donde vivió entre 1906 y 1925— y es actualmente la Casa-Museo Gaudí.

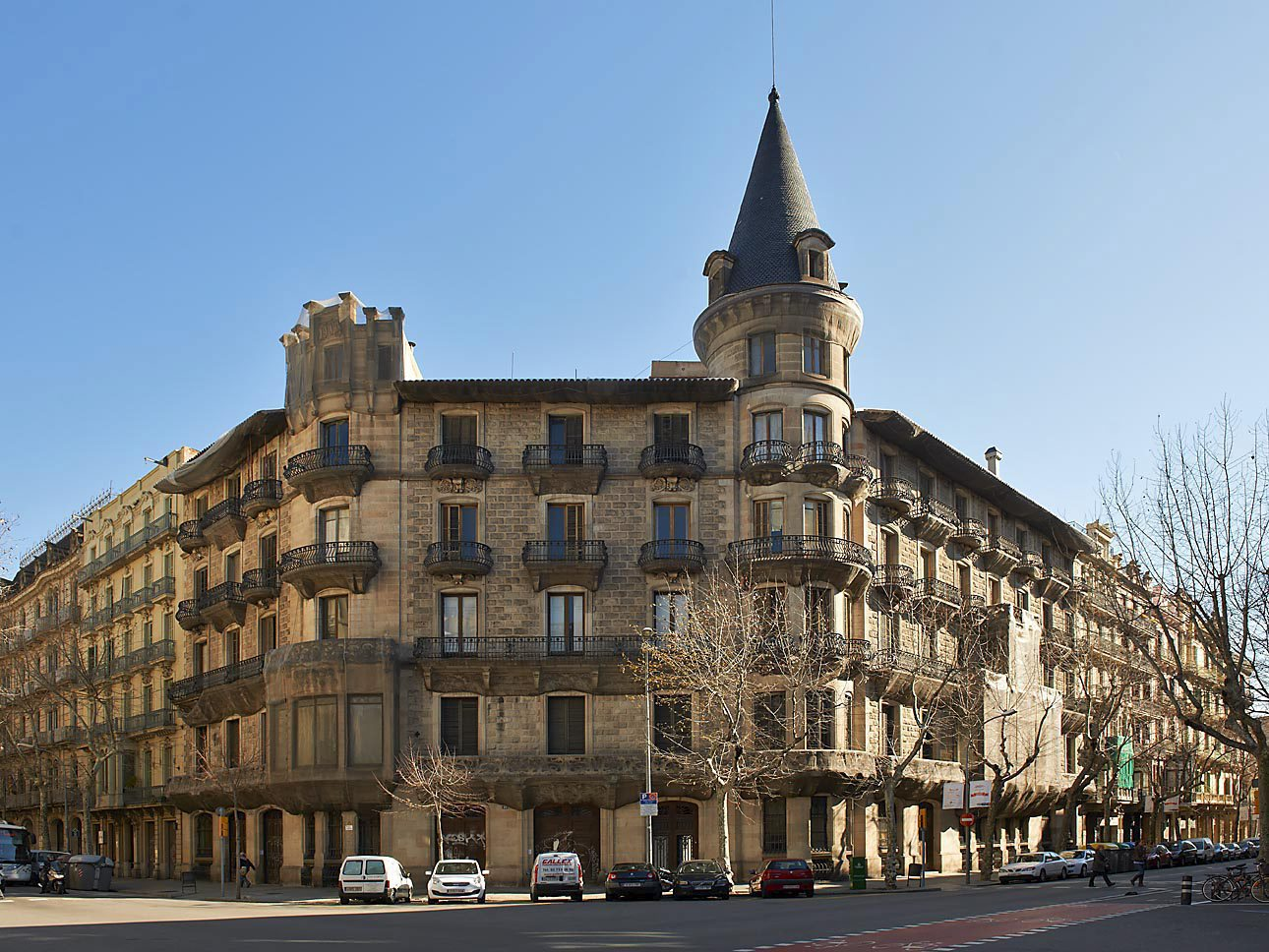
Casa Burés (1905).

En 1905 realizó la casa Burés (C/ Ausias March 30-32 esquina Gerona 12-18), un edificio de grandes dimensiones donde destaca la baranda corrida de formas curvas del piso principal y la gran torre de cubierta cónica.
Entre 1905 y 1906 dirigió la reforma del Ayuntamiento de Gracia (plaza de Rius y Taulet), donde diseñó la fachada, realizada en piedra y hierro forjado.
Entre 1905 y 1908 construyó las casas Cama (C/ Mayor de Gracia 15 y 77), dos edificios proyectados para un mismo propietario, Francisco Cama, destinados a viviendas en alquiler; la del n.º 15 destaca por sus dos tribunas del piso principal, de hierro forjado y vidrio emplomado, mientras que la del n.º 77 presenta igualmente unas tribunas en el primer piso, balcones de hierro y unos remates curvilíneos y escalonados. En la misma calle construyó también los edificios del n.º 50-52, 196 (casa Rovira, 1910-1911) y 237 (casa Gerona).
En 1906 levantó la casa Guardiola (C/ Casas Nuevas, actual Gran de Sant Andreu, 255), una de las mejores obras modernistas del distrito de San Andrés, donde destacan los esgrafiados y la decoración escultórica.
En 1909 edificó la casa Rubinat (C/ Oro 44), una construcción entre medianeras donde destaca el remate del edificio, con unos agudos pináculos de ladrillo situados entre los ejes de los vanos, lo que proporciona dinamismo vertical a la fachada. Del mismo año es la casa de la calle Torrijos 14, con fachada de ladrillo visto y estuco pintado, con barandillas de hierro y bajobalcones de trencadís.
Otras obras suyas son: la capilla de la Virgen de la Merced de Ca N'Aguilera en Piera (1909), la casa del conde de Güell en Castelltersol (1914); y la casa Berenguer, en Rubió (1908).
Casó en 1887 con Adelaida Bellvehí Parés, con la que tuvo siete hijos, uno de ellos, Francisco, arquitecto.